# Bloody Birthday
Bloody Birthday – filmowy horror produkcji amerykańskiej z 1981 roku.

## Fabuła
W 1970 roku, podczas całkowitego zaćmienia, na świat przychodzi trójka dzieci. W związku z tym, że Słońce i Księżyc blokują Saturn odpowiedzialny za kontrolę emocji, dzieci stają się w dziesięć lat później okrutnymi mordercami, które dzięki swej powierzchownej niewinności unikają konsekwencji swych czynów.

Pewien chłopiec i jego nastoletnia siostra staną w obliczu wielkiego niebezpieczeństwa, odkrywszy krwawą tajemnicę.

## Obsada
- Panna Viola Davis: Susan Strasberg
- Doktor: José Ferrer
- Joyce Russel: Lori Lethin
- Pani Brody: Melinda Cordell
- Beverly Brody: Julie Brown
- Pan Harding: Joe Penny
- Sheryf James Brody: Bert Kramer
- Timmy Russel: K.C. Martel
- Debbie Brody: Elizabeth Hoy
- Curtis Taylor: Billy Jayne
- Steven Seton: Andy Freeman
- Duke Benson: Ben Marley
- Annie Smith: Erica Hope
- Madge: Ellen Geer
- Willard: Michael Dudikoff
- Paul: Cyril O’Reilly
- Dziewczyna w vanie: Sylvia Wright
- Chłopak w vanie: John Avery
- Szkolny kolega: Shane Butterworth